# 木下蓮三
木下 蓮三（きのした れんぞう、1936年9月3日 - 1997年1月15日）は日本のアニメーション作家、アニメ監督。国際アニメーション映画協会(ASIFA)副会長、同日本支部(ASIFA-JAPAN)会長。妻は木下小夜子。

## 概要
大阪府大阪市生まれ。大鉄高電気科を卒業。一光社、大阪コマーシャルフィルム、毎日放送映画社を経て、1963年にプッペプロダクションを設立し、「ビッグX」「オバケのQ太郎」などの各話演出を担当。1966年に虫プロに参加して「鉄腕アトム」などに参加、1967年に(株)スタジオロータスを設立した。
「巨泉×前武ゲバゲバ90分!」、「カリキュラマシーン」、「コント55号のなんでそうなるの?(アイキャッチ部分)」の他に、
テレビコマーシャルなどの多数のアニメーション制作に参加した。
一方で短編の自主制作アニメーション作品を製作し、1971年「いったい奴は何者だ」を草月アニメーションフェスティバルに出品。1972年「MADE IN JAPAN」でニューヨーク国際映画祭グランプリを受賞。1978年「ピカドン」でアヌシー国際アニメーション映画祭特別賞を受賞し、翌1979年には絵本「ピカドン」を出版。
1985年開始の広島国際アニメーションフェスティバルの立ち上げに木下小夜子と共に尽力し、大会マスコット「ラッピー」のデザインも担当した。
1979年より国際アニメーションフィルム協会理事、1984年-1997年は同副会長。1981年に同日本支部を設立し、1997年まで会長。1997年に死去。
第49回（2021年度）アニー賞において、夫妻でジューン・フォーレイ賞が授与された。

## 主な作品
主な監督作品には以下がある。
- 『MADE IN JAPAN』(1972年)
- 『日本人』(1977)
- 『ピカドン』(1978)
- 『最後の空襲くまがや』(1993)
- 『琉球王国 – MADE IN OKINAWA』(2004)

## 賞歴
- 2006年 - 東京アニメアワード2006・特別功労賞[6]
- 2021年 - 第49回アニー賞・「ジューン・フォレイ賞」[7]